# Doppeldecker (Flugzeug)

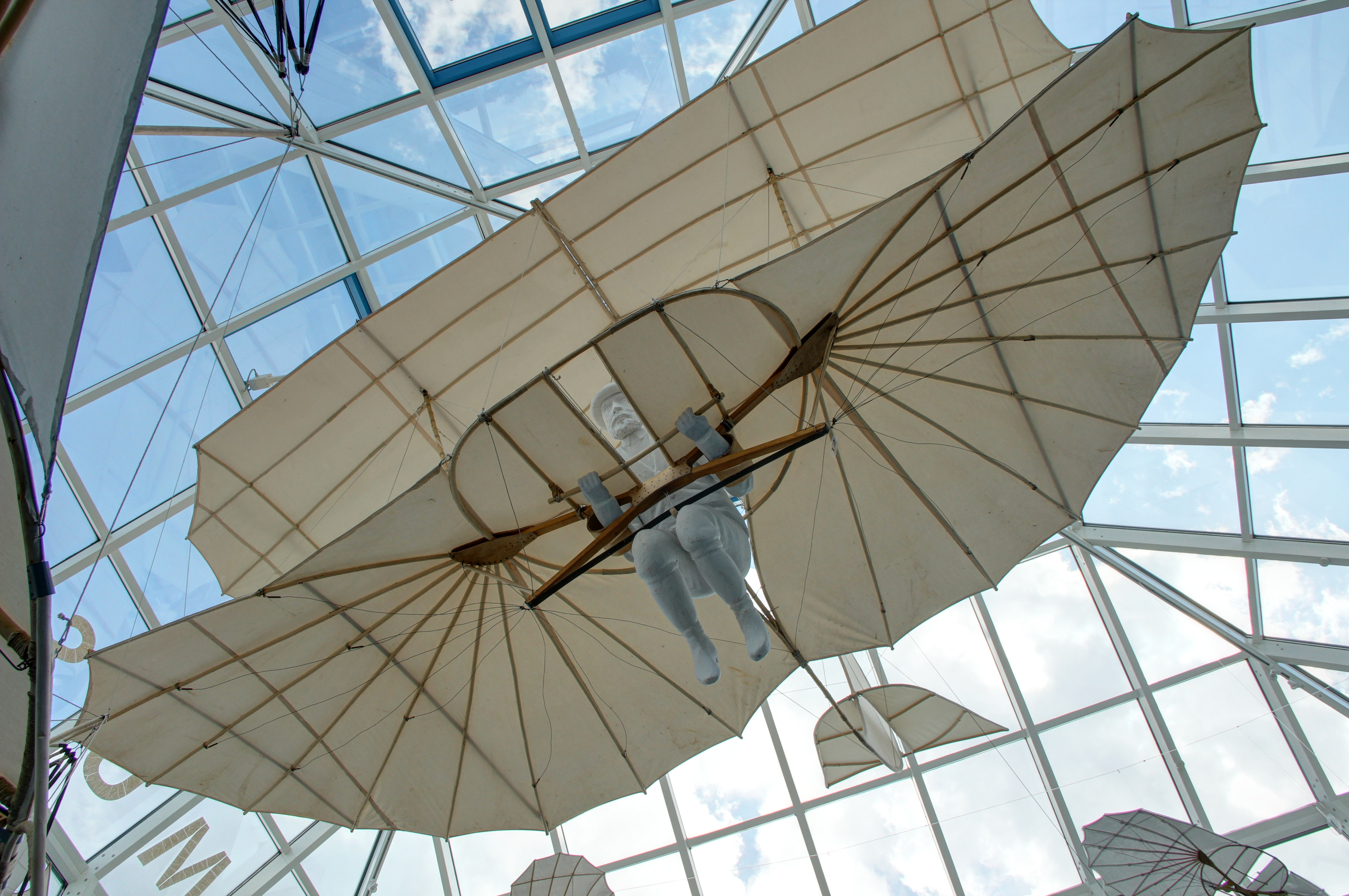
Großer Doppeldecker: Die tragende Fläche des Normalsegelapparates von Otto Lilienthal ist durch eine zweite Tragfläche vergrößert, ohne die Spannweite zu erhöhen.

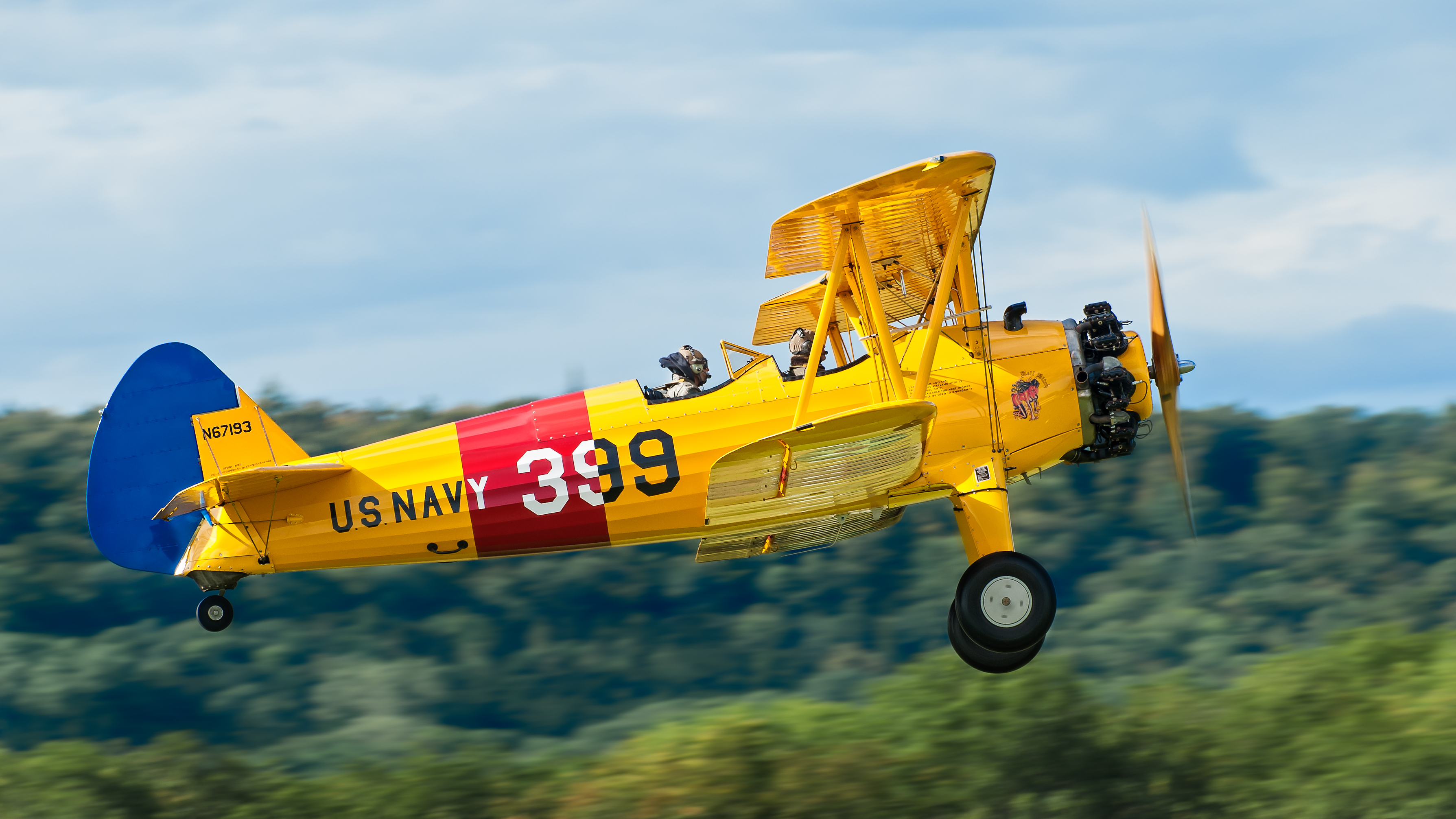
Boeing E75 Stearman beim Start

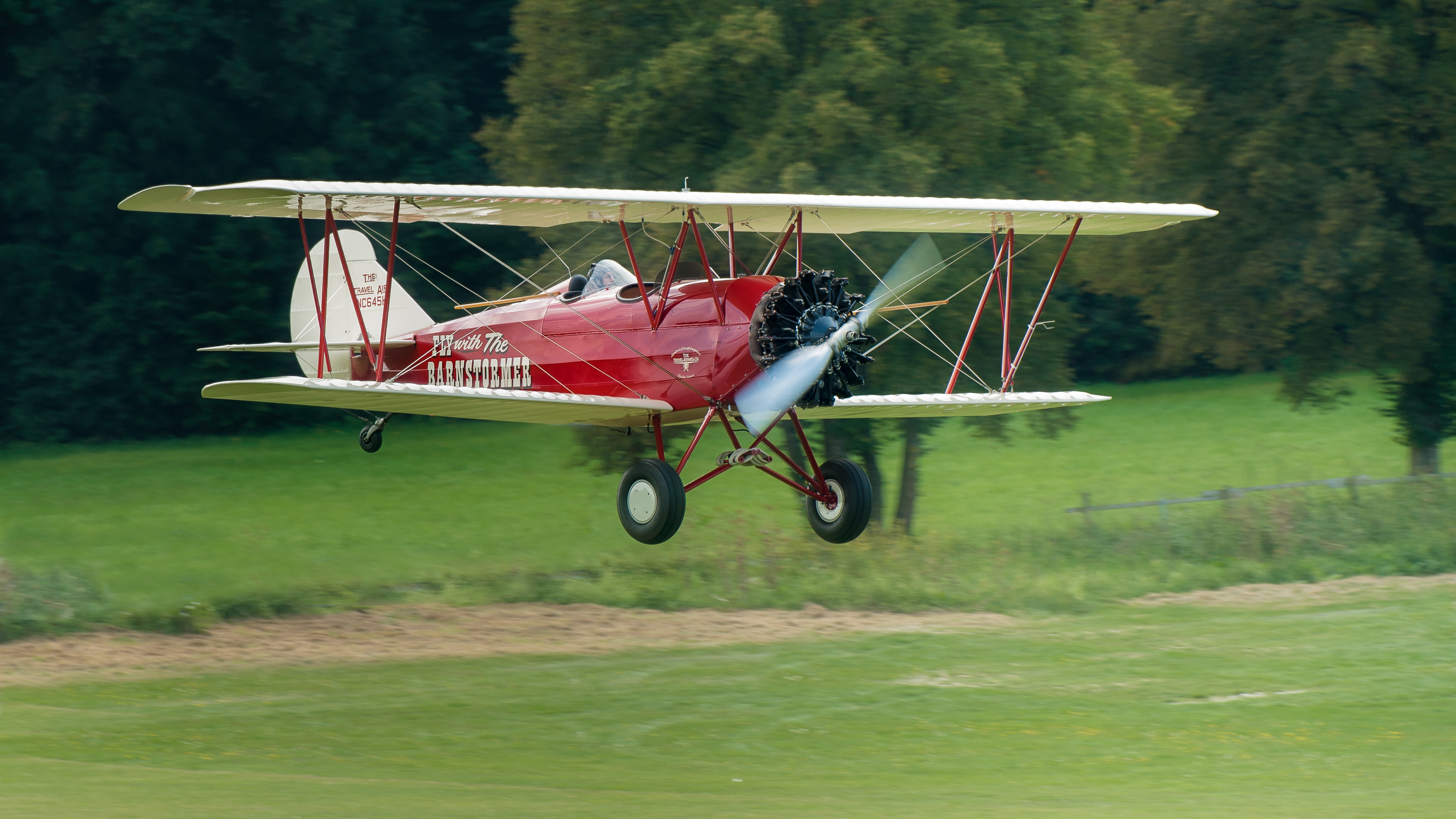
Curtiss Wright Travel Air E4000

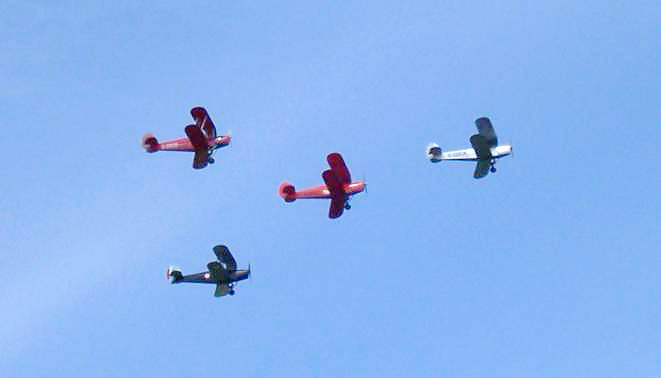
Doppeldecker im Formationsflug auf der ILA 2006

Als Doppeldecker werden Flugzeuge mit zwei übereinander angeordneten Tragflächen bezeichnet.

## Beschreibung
Der Hauptvorteil gegenüber einem Eindecker ist, dass die beiden Tragflächen miteinander verstrebt (mit Stielen zur Aufnahme von Druck- und Zugkräften) und verspannt werden können (mit – oft profilierten – Drähten zur Aufnahme von Zugkräften) und so eine strukturelle Einheit bilden, die bei gleichem Gewicht stärker als ein freitragender Einzelflügel ist.
Die größere Stabilität ermöglicht außerdem die Verwendung dünnerer Tragflächenprofile, was den Luftwiderstand verringert. Dieser Vorteil wird allerdings durch die gegenseitige Beeinflussung des Luftstromes beider Einzeltragflächen zunichtegemacht, so dass einzelne Tragflächen aerodynamisch meist überlegen sind. Auch erzeugen Verstrebung und Verspannung zusätzlichen Luftwiderstand, so dass seit den 1930er-Jahren Hochleistungsflugzeuge vollständig als Eindecker konstruiert wurden.
Bei gleicher Flügelfläche und -tiefe braucht ein Doppeldecker nur die halbe Spannweite eines Eindeckers, wovon vor allem die Rollwendigkeit profitiert. Dies kommt daher, dass sich die Flügelmasse durch geringere Spannweite näher am Schwerpunkt befindet, was dem Flugzeug ein geringeres Trägheitsmoment verleiht. Die geringere Spannweite ist außerdem ein Vorteil bei der Handhabung des Flugzeugs am Boden und seiner Unterbringung.

## Geschichte
Die ersten erfolgreichen Doppeldecker-Konstruktionen erfolgten 1895 durch Otto Lilienthal. Auch das erste erfolgreiche Motorflugzeug der Brüder Wright und viele folgende Konstruktionen waren Doppeldecker. Vor allem im Ersten Weltkrieg wurden auch Flugzeuge mit drei (oder sogar mehr) übereinanderliegenden Tragflächen gebaut, die grundsätzlich die gleichen Vor- und Nachteile wie Doppeldecker aufwiesen.

## Antrieb
Bis auf wenige Ausnahmen wie die PZL M-15 Belphegor (Turbojetantrieb) und die Antonow An-3 (Turbopropantrieb) werden Doppeldecker von Kolbenmotoren angetrieben.

## Geschwindigkeit
Die schnellsten Doppeldecker findet man [heute?] bei den National Championship Air Races. Doppeldecker der Typen Pitts Special, Starduster, Knight Twister, Mong und Smith Minplane erreichen hier Geschwindigkeiten von bis zu 370 km/h. Die schnellsten Doppeldeckerjagdflugzeuge des Zweiten Weltkrieges waren die sowjetische I-153 mit 444 und die britische Gloster Gladiator mit 414 km/h Höchstgeschwindigkeit. Zeitgenössische Eindecker waren schneller, was dazu führte, dass Doppeldecker trotz ihrer vergleichsweise größeren Wendigkeit aus dieser Rolle herausgedrängt wurden.

## Anderthalbdecker

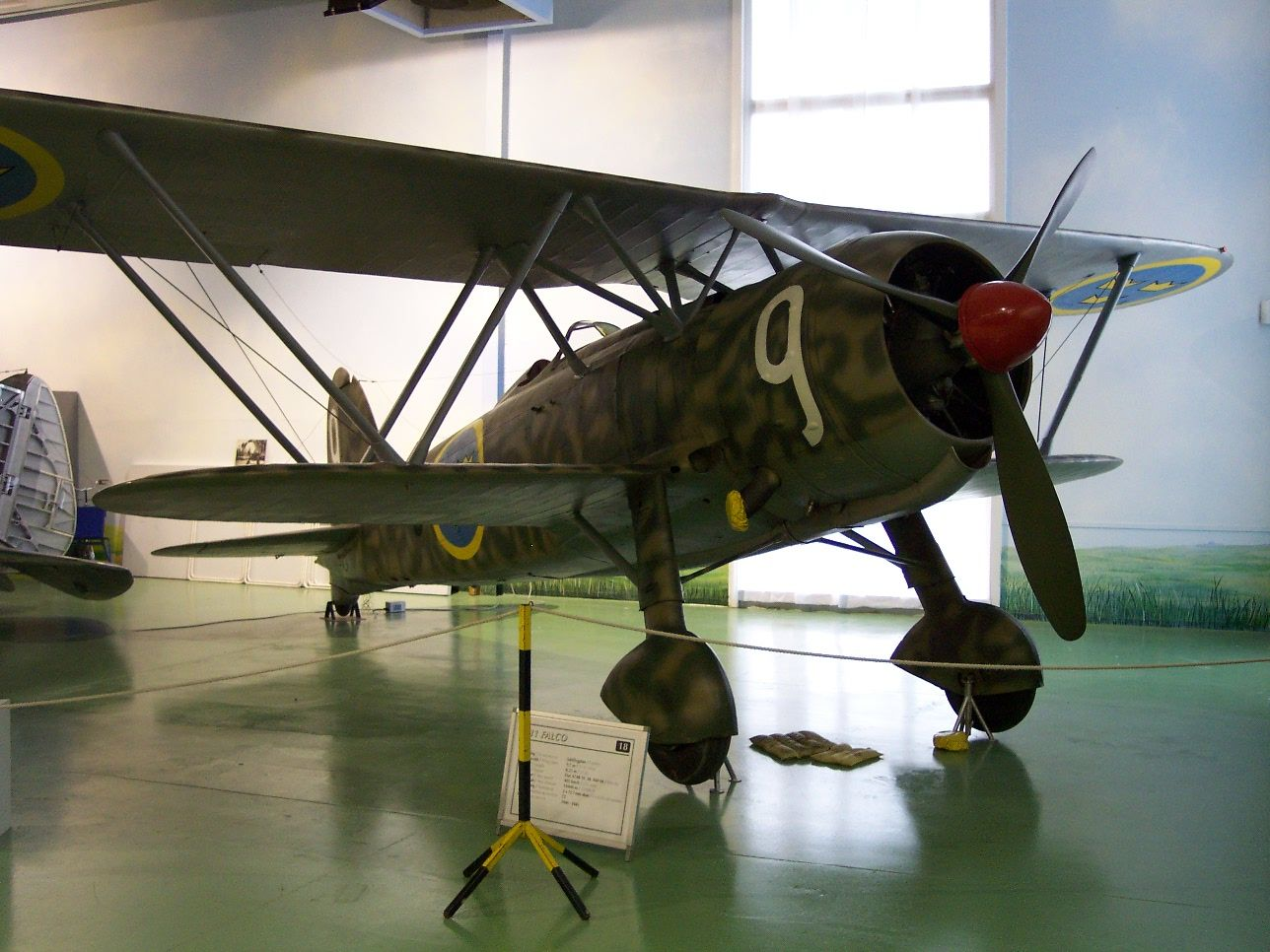
Anderthalbdecker Fiat CR.42 mit deutlich kürzerem Unterflügel

Eine besondere Bauform des Doppeldeckers ist der Anderthalbdecker. (englisch sesquiplane) Dieser Begriff wird angewendet auf:
1. einen Doppeldecker mit einem Unterflügel, der eine deutlich geringere Spannweite als der Oberflügel hat,
2. einen Doppeldecker, dessen Oberflügel zweiholmig, dessen Unterflügel aber einholmig ausgeführt ist,
3. einen Doppeldecker, dessen Unterflügel eine deutlich geringere Flügeltiefe besitzt als der Oberflügel oder
4. einen Doppeldecker, dessen Oberflügel eine deutlich geringere Spannweite als der Unterflügel besitzt (Beispiel: Fiat CR.1).

Die Merkmale 2 und 3 treten häufig gemeinsam auf. Das Passagierflugzeug Stinson Model U erhielt konstruktionsbedingt verkürzte Unterflügel, um die Aerodynamik im Vergleich zum Vorgängermodell zu verbessern. Ein weiterer Grund für die Konstruktion von Anderthalbdeckern der Typen 1 bis 3 dürfte wohl die deutlich verbesserte Sicht nach unten gewesen sein.

## Größte Doppeldecker
Größter einmotoriger Doppeldecker ist die Antonow An-2 mit einer Flügelspannweite der oberen Flügel von 18,17 m und einer Länge von 12,74 m. Um den Titel des größten Doppeldeckers aller Zeiten kann gestritten werden: Die sechsmotorige Caproni Ca.90 konnte eine Flügelspannweite von 46 m vorweisen, war aber nur 26,95 m lang. Die viermotorige Handley Page H.P.42 verfügte zwar nur über eine Flügelspannweite von 39,62 m, war aber 28,09 m lang. Ein Bombenflugzeug des Ersten Weltkriegs, die Siemens-Schuckert R VIII, besaß eine Spannweite von 48 m bei einer Länge von 21,6 m.